# Oldenswort
Oldenswort (Oldensvort en danois) est une municipalité du district de Frise du Nord, dans le Schleswig-Holstein, en Allemagne, près du fleuve Eider.

## Personnalités
- Matthias Knutzen (1646-1674), philosophe né à Oldenswort.

Le fondateur de la sociologie allemande, Ferdinand Tönnies (1855-1936), est né à Oldenswort. Un mémorial à sa mémoire a été inauguré en 1990.